# Gryon laraichii
Gryon laraichii är en stekelart som beskrevs av G. Mineo 1979. Gryon laraichii ingår i släktet Gryon och familjen Scelionidae. Inga underarter finns listade i Catalogue of Life.